# Leonid Birjukowicz
Leonid Birjukowicz (ur. 1864 w Uchwale, zm. 22 sierpnia 1937 w Mińsku) – kapłan prawosławny, nowomęczennik.
Ukończył seminarium duchowne w Mińsku, po czym podjął pracę cerkiewnego psalmisty. Święcenia kapłańskie przyjął w 1894. Pięć lat później został proboszczem parafii Zaśnięcia Matki Bożej w Brodcu, w której pracował przez 37 lat.
W 1934 został aresztowany pod pozorem znalezienia w jego domu pieniędzy przedrewolucyjnych. W więzieniu przebywał półtora miesiąca. Rok później organizował udaną obronę cerkwi w Brodcu przed planowanym zajęciem przez organizatorów kołchozu we wsi, za co został ponownie zatrzymany w kwietniu 1935. Razem z nim zatrzymana została psalmistka Anna Sobol. Kapłan został skazany na sześć lat łagru. Wyrok odbywał najpierw w łagrze w Karagandzie, a następnie w rejonie berezyńskim. Obóz opuścił jednak przedterminowo z uwagi na podeszły wiek. Po powrocie do Brodca Birjukowicz podjął starania na rzecz reorganizacji parafii i otwarciu cerkwi, zamkniętej w czasie jego uwięzienia. 19 czerwca 1937 został ponownie aresztowany. Po ciężkim śledztwie został 22 sierpnia tego samego roku skazany na rozstrzelanie i stracony w Mińsku trzy dni później.
W 1989 został całkowicie zrehabilitowany. 28 października 1999 kanonizowany przez Egzarchat Białoruski Patriarchatu Moskiewskiego jako jeden z Soboru Nowomęczenników Eparchii Mińskiej. Od 2000 jest czczony w całym Rosyjskim Kościele Prawosławnym.